# 无状态协议
无状态服务器是指一种把每个请求作为与之前任何请求都无关的独立的事务的服务器。

## 优劣
无状态的设计简化了服务器端的设计，不必动态分配存储空间以处理进行中的会话。如果客户端在事务处理中间被中断了，系统不必为清理服务器状态而作出响应。
缺陷是有时候在每个请求时包括附加的信息是必要的，这些额外信息需要服务器来解释。

## 示例
HTTP服务器就是一个例子。以URL形式提交的客户端请求可能包含cookies等带状态的数据，这些数据完全指定了所需的文档，而不需要其他之前请求的上下文或内存。
与传统的FTP服务器相比，FTP服务器与用户进行交互，向服务器发出的索取文件的请求，其假定是用户已经通过认证，并且当前的目录和文件传输模式已经设定。